# Spelregler för fotboll
Spelregler för fotboll, engelska Laws of the Game, är de sjutton regler som används vid spelande av lagsporten fotboll. Eventuella ändringar av reglerna beslutas av International Football Association Board som sammanträder varje år.

## Reglerna
Fotbollen regleras idag av spelets 17 regler, dessa kallas av Fifa för Laws of the Game. De svenska namnen på dessa regler är de som används av Svenska Fotbollförbundet i Spelregler för fotboll:
- Regel 1 – Spelplanen
- Regel 2 – Bollen
- Regel 3 – Spelarna
- Regel 4 – Spelarnas utrustning
- Regel 5 – Domaren
- Regel 6 – Övriga matchfunktionärer
- Regel 7 – Speltiden
- Regel 8 – Spelets start och återupptagande
- Regel 9 – Bollen i spel och ur spel
- Regel 10 – Fastställande av matchens resultat
- Regel 11 – Offside
- Regel 12 – Otillåtet spel och olämpligt uppträdande
- Regel 13 – Frispark
- Regel 14 – Straffspark
- Regel 15 – Inkast
- Regel 16 – Inspark
- Regel 17 – Hörnspark

## Historia
Den 26 oktober 1863 bildades det engelska fotbollförbundet, Football Association, FA, i syfte att skapa enhetliga regler för fotboll. På mötet deltog representanter för tretton fotbollsklubbar från London och dess förorter, varav elva skrev upp sig som medlemmar. Det skulle ta ytterligare fem möten under 1863 innan klubbarna hade lyckats enats om ett fåtal spelregler.
De första reglerna skiljde sig markant från dagens. De största skillnaderna var:
- Målet hade ingen ribba, och mål räknades oavsett hur högt bollen passerade över mållinjen mellan stolparna (Regel 1 och 4).
- Det var tillåtet att använda händerna i betydande utsträckning. Bland annat belönades att fånga lyra med frispark, det enda sättet förutom när bollen gick utanför planen som det gick att få en frispark för övrigt (Regel 8 och 13).
- Alla spelare som var framför bollen var offside (Regel 6).
- Det var tillåtet att använda följande metoder mot bollhållaren: fasthållning, tackling, spark under knät, fällning och att vrida bollen ur bollhållarens händer. Det var dock inte tillåtet att samtidigt hålla fast och sparka bollhållaren (Regel 10). Det var inte heller tillåtet att använda dessa metoder för att stoppa andra spelare än bollhållaren (Regel 11), bortsett från tacklingar, som även fick användas mot spelare som inte var spelbara (Regel 12).
- Det som idag kallas för fasta situationer förekom i betydligt mindre utsträckning, och i helt annan utformning. Om bollen gick över sidlinjen fick den kastas eller sparkas in av det lag som tog den först, dock endast vinkelrätt mot sidlinjen (Regel 5). Om bollen gick över kortlinjen fick det lag som tog bollen först antingen inspark (försvarande lag) eller frispark 15 yards från mållinjen (anfallande lag) (Regel 7).
- Det fanns ingen domare.
- Det fanns ingen målvakt.
- Reglerna fastställer inte speltid eller antal spelare i lagen.
- Byte av planhalva efter varje mål.

Det var stora dispyter om reglerna under de första åren. Framför allt de klubbar som hade anammat de så kallade Sheffield-reglerna från 1857, och de klubbar som förordade regler mer lika rugbyns, och som 1872 bildade Rugby Football Union, hade en del synpunkter. Det var först 1886 med bildandet av IFAB, International Football Association Board, som regeldiskussionerna upphörde.
Under de första 25 åren blev det ändå många förändringar i reglerna, som gradvis började utformas i riktning mot dagens regler. Offside-regeln förändrades under sent 1860-tal till att spelare var spelbara om de hade tre motståndare framför sig, vilket introducerade passningar framåt. Hörnspark fick dagens utformning 1872, målet fick en ribba 1875, etc. Den största förändringen kom dock 1891 då stora förändringar genomfördes:
- Målburen fick sin nuvarande utformning med ribba och nät.
- Straffsparken infördes. Det hade fram till denna punkt antagits att gentlemän inte medvetet bröt mot reglerna.
- Domare och linjemän infördes, och domaren fick rätt att självständigt, utan hänsyn till spelarnas synpunkter, döma frispark, straffspark och att utvisa spelare.

I och med dessa förändringar hade grunden till den moderna fotbollen lagts. Reglerna fortsatte dock att förändras:
- 1902 fastställs straff- och målområdenas rektangulära form och mått.
- 1912 förbjöds målvakten att ta bollen med händerna utanför straffområdet.
- 1913 blev Fifa medlem i IFAB, och fick rösträtt och rätt att föreslå regelförändringar. Fram till dess hade endast de fyra brittiska förbunden från Wales, Nordirland, Skottland och England varit medlemmar och haft rösträtt.[6]
- 1920 togs offside bort vid inkast.
- 1925 ändrades offsideregeln så att en spelare är spelbar om endast två motspelare är mellan spelaren och kortlinjen. Denna regeländring förändrade taktiken inom fotbollen helt och hållet.

Under 1930-talet hade reglerna blivit så pass förändrade att de 1937 skrevs om helt och hållet till dagens 17 regler.

### Större förändringar i reglerna efter 1938
Även efter att reglerna skrevs om har vissa ändringar skett:
- På 1950-talet införs möjligheten till byte av spelare, en regel som successivt börjar tillämpas inom internationell fotboll mellan 1954–1970.[7]
- Rött och gult kort infördes 1970.[8]
- På 1980-talet börjar spelet upplevas som att vara för defensivt inriktat, vilket ledde till att:[5]
  - Offsideregeln ändras så att spelare som är i linje med bollhållare eller boll inte längre är offside 1990.
  - Målvakt förbjuds ta upp bakåtpassningar med händerna 1992.
  - Våldsam tackling bakifrån skall ge rött kort från och med 1998.
- 1998 skrivs reglerna återigen om i sin helhet, dock utan att förändra indelningen av de 17 reglerna.[9]
- Från och med 2016 får avspark göras i vilken riktning som helst.[10]
- Videodomare, VAR, tillåts på försök 2016,[10] och definitivt 2018.[11]
- Under 2020 tillåts fem byten, dock fortfarande bara vid tre bytestillfällen.[12]